# Молнія (футбольний клуб, Харків)
Футбольний клуб «Молнія» або просто «Молнія» — український футбольний клуб з міста Харків.

## Історія
Футбольний клуб «Молнія» заснований у місті Харків. У 1938 році стартував у кубку СРСР. Згодом виступав у регіональних змаганнях.

## Досягнення
- Кубок СРСР
  - 1/128 фіналу (1): 1938